# Kuta (Indonesia)
Kuta è sia il nome di un distretto (Kecamatan Kuta) del dipartimento di Badung (Kabupaten Badung) nella provincia di Bali in Indonesia, sia il nome di un villaggio (Kelurahan Kuta) in questo stesso distretto. Il dipartimento di Badung comprende altri distretti, fra i quali Kuta Sud (Kecamatan Kuta Selatan) e Kuta Nord (Kecamatan Kuta Utara). Comunemente con Kuta, oggi nota meta turistica, ci si riferisce al villaggio, che sorge sull'istmo meridionale dell'isola, subito a nord dell'Aeroporto Internazionale Ngurah Rai.

## Storia e geografia
In origine piccolo villaggio di pescatori, fu una delle località sede dell'imponente sviluppo turistico dell'isola e ora, grazie alle sue spiagge e alla sua intensa vita notturna e surfistica, ne è una delle principali destinazioni turistiche.
A nord di Kuta troviamo confinanti i villaggi di Legian e Seminyak, dove il turismo si è fatto un po' più chic lasciando Kuta la capitale del surf nell'isola. La lunga e ampia spiaggia, infatti, si affaccia su un mare che consente sia la pratica di questa attività sia la balneazione. Ciò ha consentito in un primo momento lo sviluppo di un turismo prevalentemente giovanile, interessato al surf, e in un secondo momento l'incremento, anche caotico, di un turismo di massa. Numerosissimi gli hotel, i resort, le attività ricreative e i locali: la vita notturna a Kuta è molto attiva.

### Gli attentati del 2002 e del 2005
Il villaggio di Kuta è stato oggetto di due attentati dinamitardi. Il primo, il 12 ottobre 2002, causò 202 vittime, in gran parte turisti australiani di giovane età. Una prima bomba di piccole dimensioni era esplosa nel Paddy's Pub, molto probabilmente per un attacco suicida. L'esplosione, avvenuta verso le 23:05 ora locale, causò la fuga dei presenti verso l'esterno, dove immediatamente dopo esplose una seconda e più potente bomba situata all'interno di un autoveicolo. Le indagini individuarono e permisero di arrestare tre indonesiani del gruppo Jemaah Islamiyah: Imam Samudra, Amrozi Nurhasyim e Huda bin Abdul Haq. I tre furono giustiziati per fucilazione il 9 novembre del 2008.
Il 1º ottobre 2005 un attacco suicida con bombe causò 23 morti, includendo i tre attentatori. L'attacco avvenne intorno alle 7:00 ora locale in Kuta square. Molti aspetti di questo attentato non sono ancora stati chiariti, ma si ritiene che la matrice sia la medesima di quello del 2002.

## Galleria d'immagini

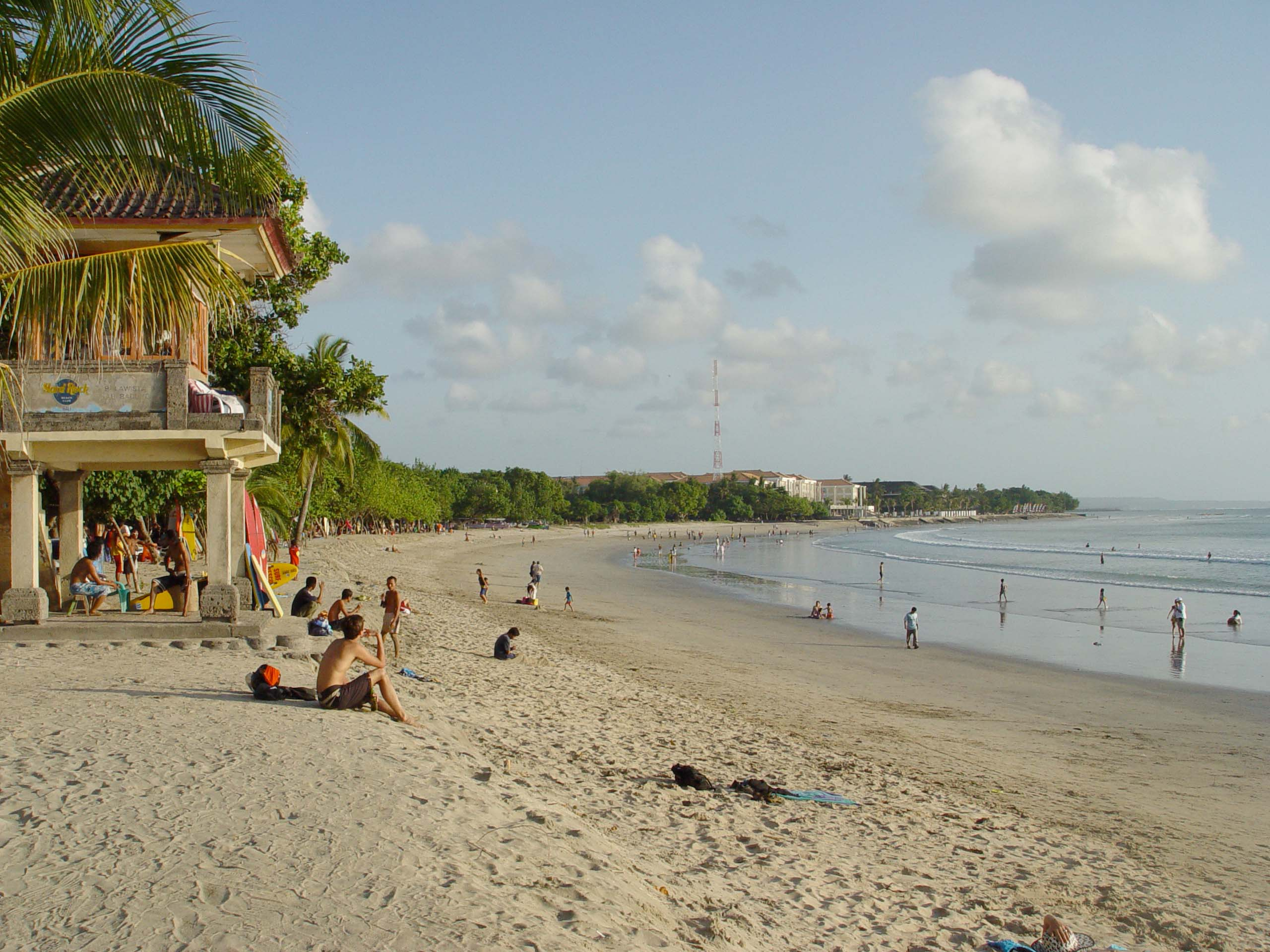
Un tratto della spiaggia di Kuta in un periodo di bassa marea
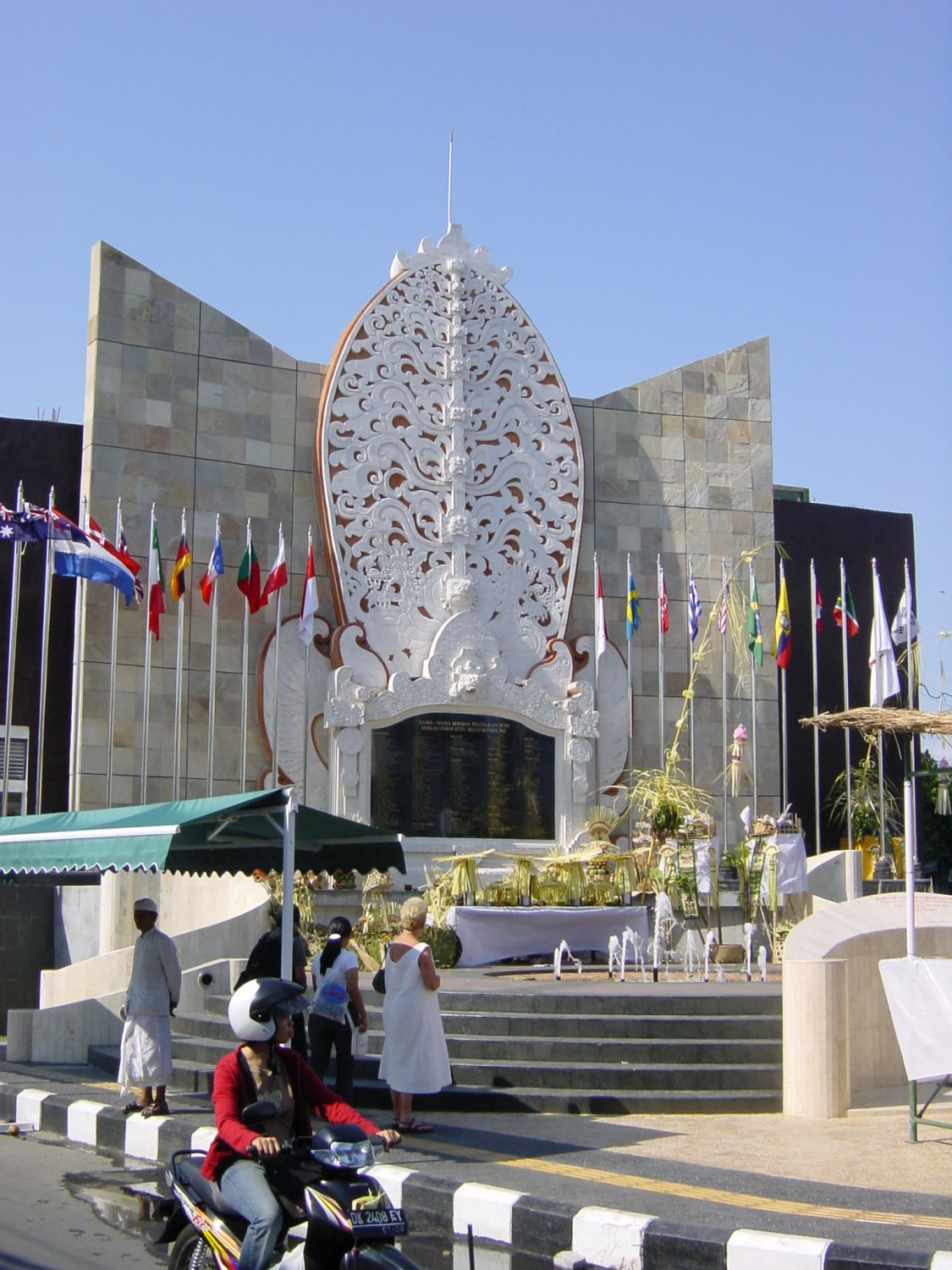
L'imponente monumento commemorativo dell'attentato del 2002 in Legian street. La targa a sfondo nero riporta i nomi delle 202 vittime
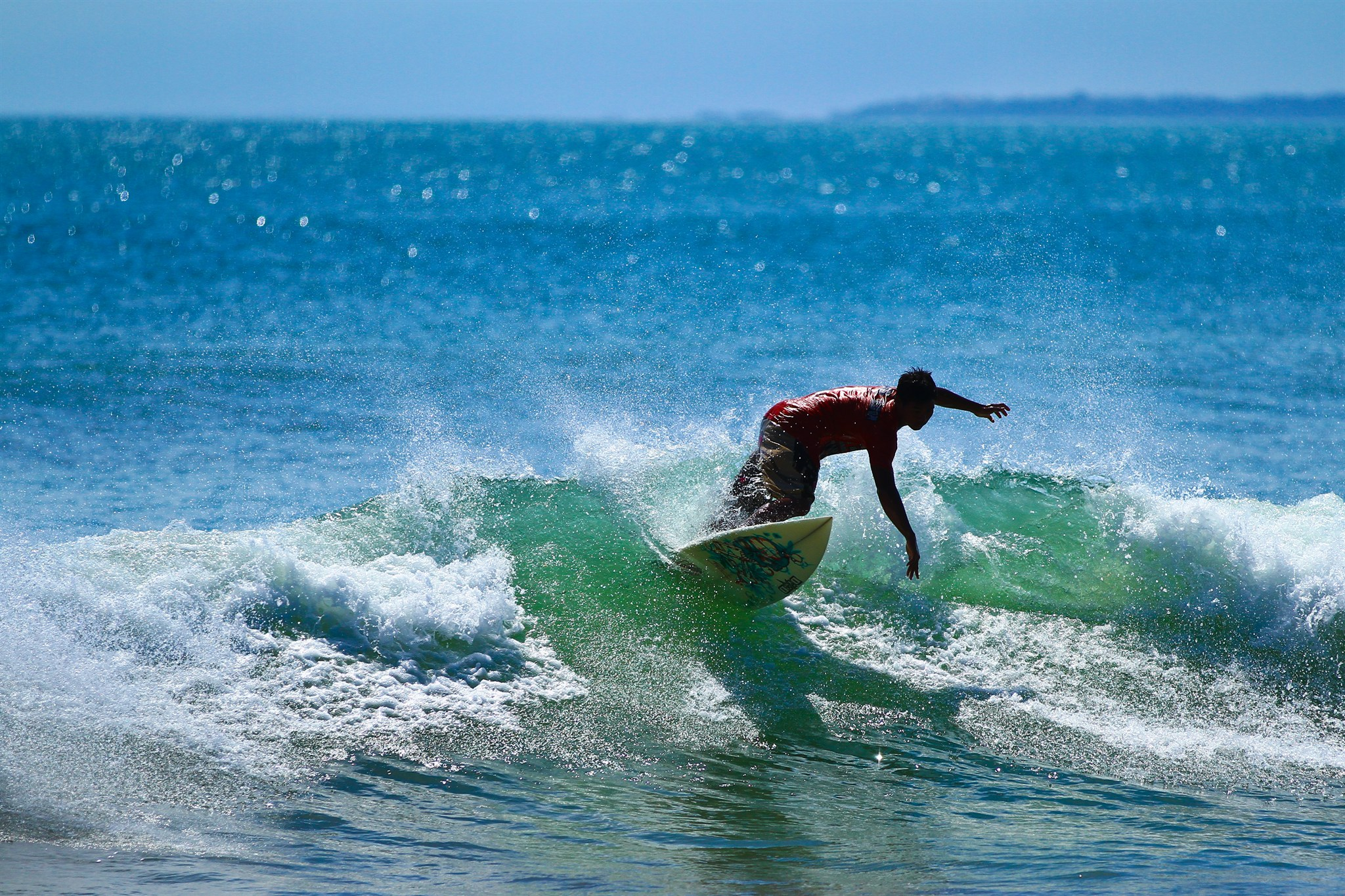
Un surfista sulle onde del mare di Kuta
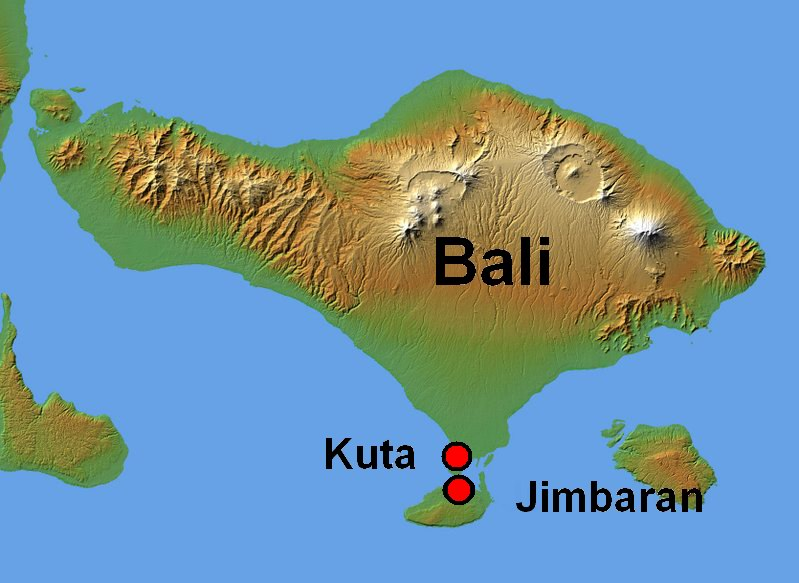
Collocazione geografica di Kuta, isola di Bali